# چمپیون ۸۷۳۲
سیارک ۸۷۳۲ (به انگلیسی: 8732 Champion، نامگذاری:1996XR25) هشت هزار و هفتصد و سی و دومین سیارک کشف شده‌است که در ۸ دسامبر ۱۹۹۶ کشف شد.
قدر مطلق سیارک برابر ۱۴٫۰۰ است.